# Ballance
Ballance – logiczna gra komputerowa. Gra stworzona została przez Cyparade i wydana przez Atari. W Polsce gra dostępna jest wraz z marcowym 2007 wydaniem czasopisma CD-Action.

## Rozgrywka
Rozgrywka jest podobna do Marble Madness: gracz kontroluje kulkę, którą musi przeturlać z jednego punktu do drugiego nie spadając z platform. W grze dostępnych jest 12 poziomów.
Z Internetu można ściągnąć trzynasty poziom gry za darmo, ale wymagane jest posiadanie pełnej wersji gry.

## Dostępne kulki
Podczas gry gracz ma możliwość w wyznaczonych punktach zmienić postać kulkę na papierową, drewnianą lub kamienną.
Papierowa kulka jest najlżejsza, co powoduje, że może być uniesiona przez podmuch wentylatorów oraz utrzymać się na nierównych powierzchniach. Jest zrobiona z gazety i trochę się kiwa, więc w momentach gdzie trzeba przebyć coś z wielką dokładnością nie jest przydatna.
Kamienna kulka jest najcięższa i nadaje się do przesuwania różnych obiektów.
Kulka drewniana może przesuwać lżejsze obiekty i jednocześnie utrzymać równowagę na pewnych nierównościach.